# Dorfschule Langenbogen

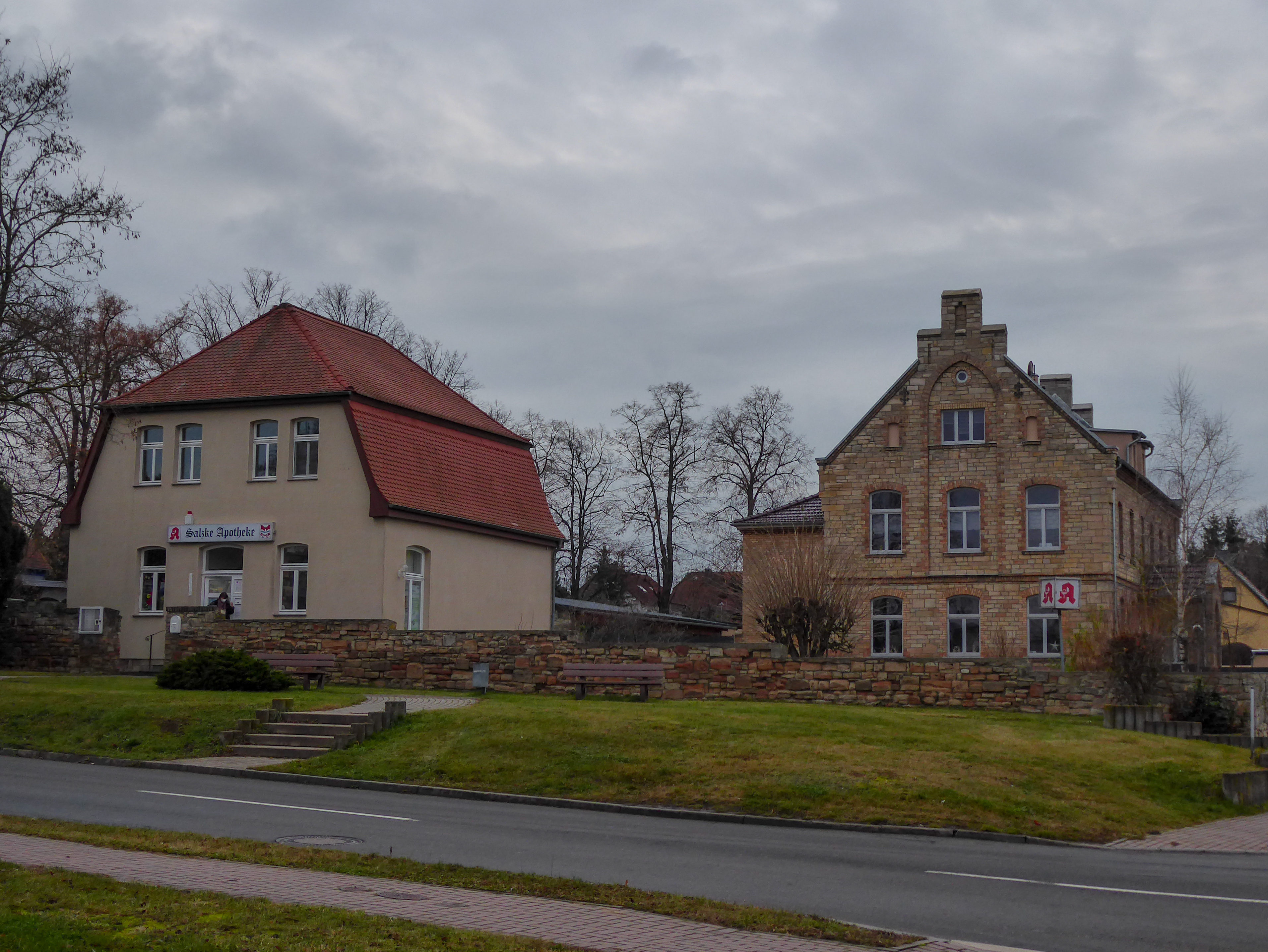
Dorfschule Langenbogen

Die Dorfschule Langenbogen sind zwei denkmalgeschützte Gebäude im Ortsteil Langenbogen in der Gemeinde Teutschenthal in Sachsen-Anhalt. Im örtlichen Denkmalverzeichnis sind die Gebäude unter der Erfassungsnummer 094 55551 als Baudenkmal verzeichnet.
In der Ortsmitte von Langenbogen, unter der Adresse Lange Straße 19 stehen die beiden Gebäude der ehemaligen Schule. Die beiden Gebäude wurden in unterschiedlichen Baustilen errichtet. Das ältere Gebäude im Nordwesten des Areals wurde 1889 errichtet und gehört von seinem Stil her der Gründerzeit an. Es wird heute als Wohnhaus genutzt. Das jüngere Gebäude im Osten des Areals stammt aus dem Jahr 1912 und wurde im barocken Stil errichtet. Heute beherbergt es eine Apotheke.
Beide Gebäude sind nicht die erste Schule des Ortes. Im Kirchweg befand sich über Jahrhunderte die Küsterschule. Der Schulbetrieb wurde in beiden Gebäuden Anfang der 1970er Jahre eingestellt. Die Schüler gingen von da an in die neugebaute Schule in Bennstedt.